# 김판석 (1919년)
김판석(金判錫, 1919년~1997년 11월 26일)은 대한민국의 정치인이다. 제2대 국회의원을 지냈다.

## 생애
대구고등보통학교를 졸업하고 제2대 국회의원, 대한청년단 포항시단장을 역임하였다.

## 역대 선거 결과
|  | 32.03% |

|  | 16.83% |

|  | 30.96% |

## 참고자료
- 김판석 - 대한민국헌정회